# Lijst van beelden in Oirschot
Dit is een (onvolledige) chronologische  lijst van beelden in Oirschot. Onder een beeld wordt hier verstaan elk driedimensionaal kunstwerk in de openbare ruimte van de Nederlandse gemeente, waarbij beeld wordt gebruikt als verzamelbegrip voor sculpturen, standbeelden, installaties, gedenktekens en overige beeldhouwwerken.
Voor een volledig overzicht van de beschikbare afbeeldingen zie de categorie Beelden in Oirschot op Wikimedia Commons. 
| Geplaatst | Omschrijving                     | Kunstenaar               | Straat                                                                            | Plaats      | Materiaal   | Afbeelding        |
| --------- | -------------------------------- | ------------------------ | --------------------------------------------------------------------------------- | ----------- | ----------- | ----------------- |
| 1893      | Engelbewaarders                  |                          | Kerkstraat (kerkhof)                                                              | Oostelbeers |             |                   |
| 1936      | Sint Bernadette                  | Eduard Coppens           | Bernadettestraat 2 (kerk)                                                         | Spoordonk   | kalksteen   | Sint Bernadette   |
| 1956      | Heilig Hartbeeld (Oostelbeers)   | Niel Steenbergen         | Kerkstraat (naast kerk)                                                           | Oostelbeers |             | Heilig Hartbeeld  |
| 1958      | Grignion de Montfort             | Jean Weerts              | Montfortlaan (Klooster)                                                           | Oirschot    |             |                   |
| 1959      | Korea-monument                   | Peter Roovers            | de Ruyter van Steveninck-kazerne (hoofdingang) In 1969 verplaatst naar Den Bosch. | Oirschot    |             | Korea-monument    |
| 1964      | Truus Smulders-Beliën            | Ria Franc                | Mevr. Smulders-Beliënplein                                                        | Middelbeers |             |                   |
| 1969      | De Boekenwurm                    | Hans van Eerd            | Koestraat                                                                         | Oirschot    |             |                   |
| 1973      | Muzikanten                       | Hans van Eerd            | De Loop 67 (hal)                                                                  | Oirschot    |             |                   |
| 1980      | Sint Odulphus                    | Frans van der Heyden     | Spoordonkseweg / Nieuwstraat                                                      | Oirschot    |             |                   |
| 1981      | Daidalus en Icarus               | Hans van Eerd            | Deken Frankenstraat 3                                                             | Oirschot    |             |                   |
| 1983      | Sint Joris en de draak           | Technische Dienst        | St. Jorisstraat                                                                   | Oirschot    |             |                   |
| 1986      | De Rode Haan                     | Jan Meynard van Emst     | Kempenweg (brandweerkazerne)                                                      | Oirschot    |             |                   |
| 1988      | Vogelfiguur                      | Hans van Eerd            | Castaert 98 (school)                                                              | Oirschot    |             |                   |
| 1992      | Mythos                           | Hans van Eerd            | Markt / Koestraat                                                                 | Oirschot    |             |                   |
| 1994      | Vrijheid                         | Trees Meeuwis-de Kroon   | Notel 53 (Manege 't Vierspan)                                                     | Oirschot    |             |                   |
| 1995      | Mensen in verwondering           | Mariette van Berkel      | Deken Frankenstraat 3                                                             | Oirschot    |             |                   |
| 1995      | Pauw                             | Jan Meynard van Emst     | Kerkplein                                                                         | Spoordonk   |             |                   |
| 1997      | Sint Petrus                      | Toon Grassens            | Deken Frankenstraat (kerk)                                                        | Oirschot    |             |                   |
| 1997      | Samen Een                        | Harrie van Beek          | St. Jorishof                                                                      | Oirschot    |             |                   |
| 1998      | Bouwen, stapelen en construeren  | Hans van Eerd            | De Vier Uitersten                                                                 | Oirschot    |             | De vier uitersten |
| 1998      | Jan Kruysen                      | Jan Snellaars            | Markt / Moriaan                                                                   | Oirschot    |             |                   |
| 1999      | De vijf wachters                 | Alex Vermeulen           | A58 (afrit)                                                                       | Oirschot    |             |                   |
| 1999      | Sint Odulphus                    | Toon Grassens            | Markt (kerk)                                                                      | Oirschot    |             |                   |
| 2003      | 100 jaar Montfortanen            | Rudi Fritz               | Markt (kerk)                                                                      | Oirschot    |             |                   |
| 2004      | Oirschotse Mie                   | Hans Grootswagers        | Markt / Vrijthof                                                                  | Oirschot    |             |                   |
| 2005      | Gildemonument                    | Harrie van Beek          | Kempenweg                                                                         | Oirschot    |             |                   |
| 2015      | Burgemeester J.Smulders monument |                          | Willibrordstraat                                                                  | Middelbeers | cortenstaal | Monument          |
| ??/2011   | Klaar-over                       | Henk Evers (beeldhouwer) | Doornboomstraat / Willibrordstraat                                                | Middelbeers | staal       | Klaar-Over        |
|           | Sint Antonius Abt                |                          | Straten (kapel)                                                                   | Straten     |             |                   |
|           | Twee Beren                       |                          | Jorisstraat                                                                       | Middelbeers |             | Twee beren        |